# (320880) Cabu
(320880) Cabu est un astéroïde de la ceinture principale.

## Description
(320880) Cabu est un astéroïde de la ceinture principale. Il fut découvert le 11 avril 2008 à Nogales (Arizona) par Jean-Claude Merlin. Il présente une orbite caractérisée par un demi-grand axe de 2,68 UA, une excentricité de 0,11 et une inclinaison de 12,6° par rapport à l'écliptique.
Il est nommé d'après Jean Cabut, dit Cabu, caricaturiste, dessinateur de presse et auteur de bande dessinée français.